# Mitsuhiro Kawamoto
Mitsuhiro Kawamoto (født 12. juni 1971) er en tidligere japansk fodboldspiller.
Han har spillet for flere forskellige klubber i sin karriere, herunder Verdy Kawasaki.